# 谷東
谷東（1973年6月27日—）是兵庫縣出身的日本动画導演、演出家。DLE所屬。

## 参加作品

### 電視動畫
- THE FROGMAN SHOW（2006年，企劃）
- 襲來！美少女邪神 Remember My Love（craft先生）（2010年，腳本、故事繪畫、監督）
- へんしん!!じゃがポテ仮面（2010年，監督）
- ほんとにあった!霊媒先生（2011年，監督）
- Double-j（2011年，監督）
- HIGH SCORE（2011年，創意顧問、系列構成）
- 羅馬浴場（2012年，腳本、故事繪畫、監督）

### 劇場版
- 秘密結社鷹の爪 総統は二度死ぬ（2007年，製片人）

### OVA
- ピューと吹く!ジャガー（2007年，監督）
- ピューと吹く!ジャガー　リターン、オブ、約１年ぶり（日语：ピューと吹く!ジャガー）（2008年，監督）

### 網路動畫
- リカちゃんと魔法の国（2009年，監督）
- 袭来！美少女邪神（2010年，監督）
- 克里姆林宮（2012年，監督、歌）

## 外部連結
- （日語） DLE（页面存档备份，存于）
- 谷東的X（前Twitter）